# نورچا (صربستان)
نورچا (به صربی: Norča) یک منطقهٔ مسکونی در صربستان است که در پریچو واقع شده‌است. نورچا ۶٫۱۱ کیلومتر مربع مساحت و ۹۹۲ نفر جمعیت دارد.